# Franci Matoz
Franci Matoz, slovenski odvetnik, politik in nekdanji policist, * 16. september 1963
Deluje v nadzornih svetih Slovenskih železnic in Luke Koper ter upravnih odborih Družbe za upravljanje terjatev bank in FC Koper. Je svetnik Občine Ankaran.
Zaslovel je leta 2003, ko je zastopal Borisa Popoviča. Oprijel se ga je sloves mafijskega odvetnika. Med njegovimi klienti so bili Dars, Aerodrom Ljubljana in NKBM. Leta 2013 je postal glavni odvetnik stranke SDS in Janeza Janše, ki je takrat odslovil odvetnico Nino Zidar Klemenčič. Sodelovanje s Popovičem in Janšo mu je zelo pomagalo pri kariernem vzponu.
Pogosto se uvršča na lestvico desetih najvplivnejših pravnikov kljub prazni bibliografiji in dejstvu, da ima le diplomo. Dvom o verodostojnosti te lestvice je povzročilo tudi elektronsko sporočilo, v katerem je leta 2007 direktorica koprske občinske uprave ukazala zaposlenim, naj glasujejo zanj.

## Izobraževanje in delo policista
Osnovno šolo je obiskoval v Šentvidu pri Ljubljani. Končal je kadetsko šolo za miličnike v Tacnu in leta 1982 začel delati v Divači. Leta 1988 je postal pomočnik komandirja postaje milice v Kozini, leta 1992 pa komandir postaje prometne policije v Kopru.
Sodeloval je v slovenski osamosvojitveni vojni in bil med izbranci notranjega ministrstva za študij prava ob delu. Po diplomi je zapustil policijske vrste.

## Odvetništvo
Pripravništvo je opravljal pri odvetniku Gorazdu Gabriču v Sežani, leta 2001 pa je šel na svoje in bil sprva manj znani odvetnik z najeto pisarno v Divači. Ukvarjal se je predvsem z odškodninami, po uspehu s Popovičem pa se je leta 2008 preselil v Koper in prišel do odmevnejših primerov.
Leta 2007 se je prvič uvrstil v deseterico najvplivnejših pravnikov.

### Prijave na odvetniško zbornico in delovni inšpektorat
Leta 2009 je koprski odbor Odvetniške zbornice Slovenije sprejel sklep, s katerim je obsodil Matozovo navajanje napačnega pravnega pouka v odločbah o izrednih odpovedih, javno omalovaževanje drugih odvetnikov in nepotrebno razkrivanje podrobnosti iz lastnega zasebnega življenja, kar je v nasprotju s kodeksom.
Zaradi nestrinjanja z ugotovitvami območnega zbora je Matoz zahteval obravnavo častnega razsodišča zbornice, ki je ugotovilo kršitev kodeksa z aprilskim intervjujem v Jani, v katerem »je tudi poudarjal svoje sposobnosti, se reklamiral ter po nepotrebnem dajal izjave o svojem zasebnem življenju, hobijih in drugih podrobnostih, ki niso v zvezi z njegovim poklicem in delom«. Matozevo odgovarjanje v Primorskih novicah na medijske nastope odvetnika nasprotne strani v delovnopravnem sporu se jim ni zdelo sporno.
Predsednika zbornice Miho Kozinca je zbodlo Matozevo javno prižiganje sveč pred Narodnim domom v Celju leta 2009 v spomin trem mladim Celjanom, ki so umrli v prometni nesreči na avtocesti v Arji vasi, ki jo je povzročil Branko Maček. Leta 2010 je disciplinska komisija zbornice ugotovila, da Matoz s tem ni kršil kodeksa odvetniške poklicne etike.
Sindikat Mladi Plus ga je leta 2013 prijavil inšpektoratu za delo zaradi objave oglasa za voluntersko pripravništvo na spletni strani zbornice. Matoz je trdil, da je šlo za tehnično napako.

### Kritike
Odvetniška družba Čeferin mu je očitala, da jim je Stanislava Megliča, žrtev bulmastifov Saše Baričeviča, speljal je z osebnim prepričevanjem, kar je v nasprotju s kodeksom. Aleksander Čeferin ga je takrat označil za Damjana Murka slovenskega odvetništva.
Medijski kritik Leon Magdalenc ga je v času pogostega pojavljanja v debatnih TV oddajah obtožil, da nikogar ne gleda in ne posluša, ampak le goni svoje. Spominjal ga je na Zmaga Jelinčiča. Dnevnik je trdil, da ga slovenska elita ga ne upošteva, kar naj bi se pokazalo leta 2008, ko so na otvoritev njegove koprske pisarne prišli le lokalni odvetniki, Popovič s svojimi lokalni veljaki ter nekaj podjetnikov in gradbenikov, ki poslujejo na Obali. Vidnejši gospodarstveniki, politiki in estradniki se niso prikazali. Dnevnikovi novinarki se je zdelo, da Matozu ob tem kljub besedam ni vseeno.

### Osebni sodni spori
Bil je kriv žaljive obdolžitve na račun Branke Zobec Hrastar, avtorice obtožnega predloga v zadevi Patria. Matoz je neuspešno tožil RTV Slovenija zaradi novinarskega prispevka Eugenije Carl iz marca 2009, ki naj bi škodil njegovi časti in dobremu imenu.

### Zastopanje drugih

#### SDS, Janez Janša in Boris Popović
Janeza Janšo in SDS je zastopal npr. v primerih Patria, Trenta, nepojasnjenega premoženja iz poročila Komisije za preprečevanje korupcije (KPK), tožbi s strani novinark Eugenije Carl in Mojce Šetinc Pašek zaradi zapisa na Twitterju in tožbi zaradi posojil Dijane Đuđić.
Njegova odvetniška družba je Rudiju Rizmanu in Marjanu Šarcu v imenu SDS zagrozila s tožbo zaradi njunih izjav v medijih.
Borisa Popovića je zastopal tudi pri zahtevi po ponovnem štetju glasovnic na volitvah za koprskega župana leta 2018 in v tožbi s strani Petre Vidrih, novinarke Primorskih novic, zaradi opravljanja in razžalitve.

#### Ostali politiki, funkcionarji in javni uslužbenci
Zastopal je Igorja Prodnika v tožbi proti KPK, generalnega direktorja Onkološkega inštituta Janeza Remškarja, ko so v svêtu presojali njegovo delo, policijskega sindikalista Miho Sakača, obtoženega v aferi Koprivnikar, Andreja Magajno, ki je protestiral zaradi nepravilnosti pri hišni preiskavi in Franca Kanglerja, ki je bil obtožen nepravilnosti pri pridobivanju zemljišč za mariborsko toplarno.

#### Poslovneži in finančniki
Zastopal je Alda Babiča, takratnega član uprave Luke Koper, ko so potekale hišne preiskave, Andreja Lovšina, ki je zahteval odškodnino zaradi razrešitve z mesta predsednika uprave Intereurope, Jožeta Kojca, soobtoženega v zadevi Marina in Ivana Simiča, ki ga je Đorđe Perić tožil zaradi žalitve.

#### Novinarji
Zastopal je Bojana Požarja v tožbah s strani Viktorja Knavsa, očeta Melanije Trump, zaradi trditve o zaporni kazni in odvetnika Mira Senice, ki mu je očital nenehno blatenje.

#### Estradniki in športniki
Zastopal je pevko Natalijo Verboten in njenega moža v tožbi proti RTV zaradi kršitve avtorskih pravic, Marjana Smodeta v tožbi proti občini Dravograd zaradi poseka žive meje, pevko Špelco Kleinlercher v tožbi proti POP TV zaradi objav na 24ur.com, pevca Wernerja Brozovića, ko ga je tožila RTV Slovenija zaradi izjav v zvezi z EMO in nogometaša Gorana Šukala, obtoženega v primeru nelegalnih športnih stavnic.

#### Podjetja
Zastopal je Luko Koper v tožbi proti nekdanjemu predsedniku uprave Brunu Koreliču zaradi domnevnega oškodovanja pri prodaji delnic Autocommercea. Vlagal je neuspešne tožbe v imenu DARS proti nekdanji upravi Mateje Duhovnik in drugim visokim uslužbencem.

#### Odškodninske tožbe zaradi smrti in zlorabe družinskega člana
V sojenju Petru Rakuši zaradi spolne zlorabe mladoletne hčere in nasilja v družini je zastopal oškodovanko , Andreja Gorjupa v sojenju proti Kristini Mislej zaradi umora njunih otrok in Mateja Čamernika, ki je zahteval odškodnino zaradi smrti svojega sina pred ljubljanskim lokalom Global.

#### Okoljska problematika
Skupaj z odvetnico Ano Rugelj je vložil pobudo za oceno ustavnosti v primeru gradnje tovarne Magna v Hočah v imenu treh hoških kmetov in Bojana Požarja. Zastopal je koprsko občino, ko je zahtevala zaprtje Kemiplasa in Miho Petača, lastnika Bioplinarne Petač, ki je s smradom in onesnaževanjem grenila življenje krajanom Pirnič.

## Delovanje v podjetjih in športnih klubih ter sodelovanje z organizacijami
Avgusta 2020 je bil imenovan v nadzorni svet Slovenskih železnic. 12. julija 2021 je bil izbran za predsednika nadzornega sveta Luke Koper. 22. in 23. julija 2021 mu je slovenska vlada dodelila položaja neizvršnega direktorja in predsednika celotnega upravnega odbora Družbe za upravljanje terjatev bank (DUTB). Od leta 2018 je član upravnega odbora nogometnega kluba FC Koper.
S Telekomom Slovenije ima sklenjeno pogodbo za opravljanje pravnih storitev. Nudi pravno pomoč članom Sindikata policistov Slovenije.
Predsedoval je upniškemu odboru Info TV. Vodil je skupščino nogometnega kluba Drava in Pozavarovalnice Sava. V imenu Primoža Ulage je leta 2013 zahteval ponoven sklic skupščine Smučarske zveze Slovenije. Bil je odvetnik Milana Mandarića, ko je ta terjatev do FC Koper prodal podjetju Delona. Matoz je zastopal tudi Delono.
Opravljal je pravne posle za NKBM pod direktorjem Alešem Haucem. Bil je pooblaščenec KBM Leasing za odvzem celjskega hotela Štorman gostincu Zvonetu Štormanu. Celjsko okrožno sodišče ga je okaralo, ker naj bi aktivno sodeloval pri nezakonitem zasegu tega hotela. Njegova komunikacija z zaposlenimi v hotelu se ni končala pri recepciji in njegovo delovanje naj bi dokazovalo Janšev vpliv v banki.
Koprski kriminalisti so sumili, da sta predsednik uprave Vina Koper Nevijo Pucer in direktorica Primorskih novic Suzana Zornada Vrabec ob pomoči Matoza storila kaznivo dejanje, ko sta najela zasebnega detektiva, ki je tajno sledil njihovim zaposlenim.

### Lastništvo

#### Mediji
Je solastnik podjetja Nova hiša, ki izdaja spletni portal Nova24TV. Je solastnik Novega radia, ki ga prav tako izdaja Nova hiša.

#### Bioplinarne
Nova KMB je odlašala z rubežem Marjana Kolarja, lastnika ostankov nekdanjega bioplinskega imperija Keter Group, katerega odvetnik je bil Matoz. Matozovo hkratno sodelovanje z NKBM mu je omogočilo ugoden posel in sicer prodajo družbe Biologica njegovi ženi Nataši, ki je šla čez mesec v last Matozove nepremičninske družbe Neprus. Biologica je večkrat povrnila stroške 7500 evrov vrednega nakupa. Banka NLB je prodala terjatev do podjetja, ki je imelo v lasti bioplinarno v Vučji vasi, slamnatemu najemniku, za katerim je stal Matoz, za nekaj manj kot tri milijone evrov. Matoz ima namreč zapisano zastavno pravico na polovici premoženja te bioplinarne. Njegova odvetniška družba je za odkup največje bioplinarne v državi najela 1,8 milijonski kredit. Keterjevo elektrarno najema družba, ki jo zastopa Matozeva žena Nataša. Od države je do leta 2020 prejela 16 milijonov evrov subvencij.

#### Neprus
Matoz je nepremičninsko družbo Neprus, ki je imela konec avgusta 2013 v lasti za 890.000 evrov nepremičnin, kupil od ciprske družbe Jacano Holdings za 617.000 evrov, kar je Matoz poravnal s pobotom terjatev, ki jih je prevzel tik pred tem.

## Kandidature na volitvah
Leta 2011 je kandidiral za poslanca državnega zbora na listi SDS (volilna enota 4 - Ljubljana Bežigrad, 9. volilni okraj). Prejel je 2405 glasov. Na lokalnih volitvah 2018 je na listi Slovenija za vedno kandidiral za položaj svetnika v ankaranskem občinskem svetu. Ta stolček je zasedel leta 2020, ko sta Zoran Pavić in Klara Maučec odšla v Koper.

## Zasebno
Ima dve sestri. Starša sta se ločila pri njegovih dvanajstih in ostal je pri očetu.

### Razmerja
V prvem zakonu, ki je trajal 23 let 6 mesecev, sta se mu rodili dve hčeri. Spoznal jo je, ko je kot mlad miličnik prišel v njeno trgovino. V drugo se je poročil leta 2011 z Natašo Gačić, ki jo je spoznal, ko je zastopal Društvo za vračilo preveč plačane električne energije.
Njegovo nekdanjo partnerko Polko Bošković naj bi odnos z njim od položaja koprske preiskovalne sodnice pripeljal do položaja notarke. Po njej je hodil z novinarko Damjano Žišt.

### Razkazovanje v medijih
Hvalil se je z uporabo diamantnega pilinga in botoksa ter ljubeznijo do luksuznih izdelkov, dokler ni prišlo do sklepa več organov odvetniške zbornice, ki so tako medijsko nastopanje zavrnili.